# Isidoro Sota
Isidoro Sota García (4 de fevereiro de 1902 - 8 de dezembro de 1976) foi um futebolista mexicano que atuava como goleiro.

## Carreira
Sota jogava no Club América quando foi convocado para a Copa do Mundo de 1930. Ele atuou na partida contra o Chile,na qual o México perdeu por 3 a 0.